# Émile Mayade

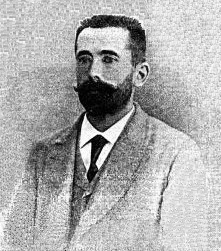
Emile Mayade

Émile Mayade (* 21. August 1853 in Clermont-Ferrand; † 18. September 1898 in Chevanceaux) war ein französischer Automobilpionier und -rennfahrer.

## Leben und Karriere
Mayade war ein früher Mitarbeiter von René Panhard und Émile Levassor, welche die Fahrzeuge der Marke Panhard & Levassor (später Panhard) produzierten, und wurde in diesem Unternehmen Werkstattleiter.
Auf Panhard startete er auch an den allerersten Autorennen der Geschichte, so am 22. Juli 1894 bei Paris–Rouen über 127 km, wo er Siebter wurde, am 25. Februar 1895 bei Paris–Bordeaux–Paris (1178 km), welches er auf dem sechsten Platz beendete. Seinen größten Erfolg feierte er mit dem Sieg beim Rennen Paris–Marseille–Paris 1896 über 1710 km, wo er außerdem die letzten drei (von zehn) Tagesetappen gewann. In diesem Rennen verunfallte sein Arbeitgeber Émile Levassor schwer; er starb ein halbes Jahr später an den Folgen. Bereits am 14. November nahm Mayade am historischen Emancipation Act über 86 km von London nach Brighton teil, wo er hinter zwei Motordreirädern von Léon Bollée und einem anderen Panhard & Levassor Vierter wurde. Dieses Fahrzeug blieb im Vereinigten Königreich und wurde 1897 für GB£ 1200 an Sir Charles Rolls verkauft. Es existiert heute noch.
Im Herbst 1898 verstarb Émile Mayade – unverschuldet – bei einem der ersten tödlichen Verkehrsunfälle mit einem Automobil der Geschichte.

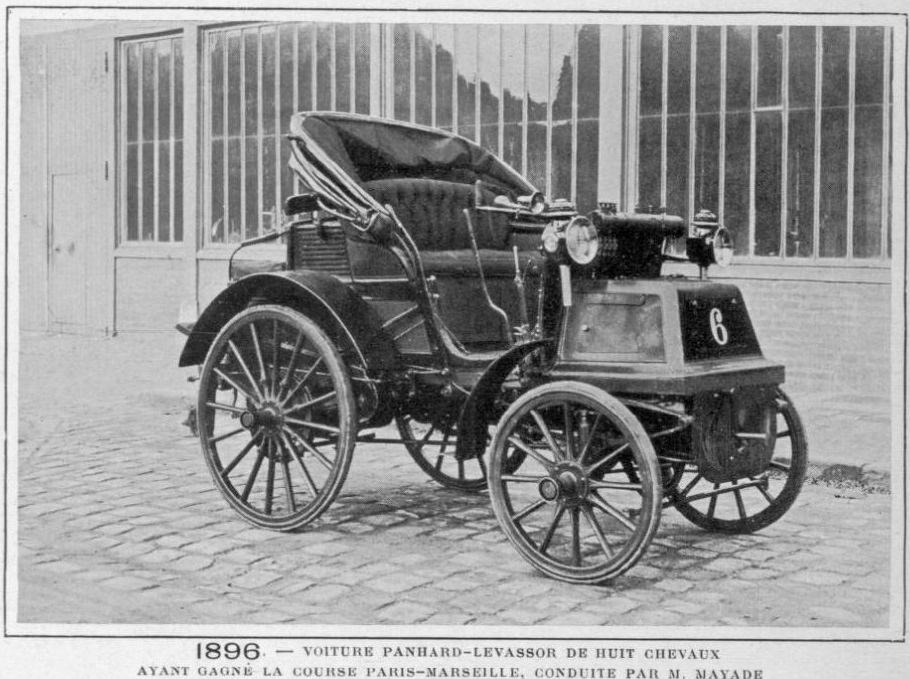
Der Panhard 8HP von Émile Mayade, welcher das Rennen Paris–Marseille–Paris gewann.

## Rennergebnisse
| Datum                           | Rennen                | Marke              | Fahrzeug     | Position |
| ------------------------------- | --------------------- | ------------------ | ------------ | -------- |
| 22. Juli 1894                   | Paris–Rouen           | Panhard & Levassor | Panhard 4 HP | 7.       |
| 11.–13. Juni 1895               | Paris–Bordeaux–Paris  | Panhard & Levassor |              | 6.       |
| 24. September – 3. Oktober 1896 | Paris–Marseille–Paris | Panhard & Levassor | Panhard 8 HP | 1.       |
| 14. November 1896               | London–Brighton       | Panhard & Lebassor | Panhard 8 HP | 4.       |